# 砧橋駅
砧橋駅（チムギョえき）は朝鮮民主主義人民共和国黄海北道新渓郡にある、朝鮮民主主義人民共和国鉄道省の駅である。

## 隣の駅
朝鮮民主主義人民共和国鉄道省
青年伊川線
岐灘駅 - 砧橋駅 - 新渓駅